# Yvon Madiot
Yvon Madiot (Renazé, 21 juni 1962) is een Frans voormalig wielrenner, die beroeps was tussen 1983 en 1994.

## Wielerloopbaan
Yvon Madiot werd in 1986 Frans kampioen op de weg en 3 keer Frans kampioen veldrijden.
Hij is een jongere broer van Marc Madiot.

## Belangrijkste overwinningen
1984
- GP van Cannes
- Nationaal kampioenschap veldrijden, Elite

1985
- Nationaal kampioenschap veldrijden, Elite

1986
- Nationaal kampioenschap op de weg, Elite

1987
- Nationaal kampioenschap veldrijden, Elite

1991
- GP van Cannes

## Resultaten in voornaamste wedstrijden
| Jaar | Ronde van Italië | Ronde van Frankrijk | Ronde van Spanje |
| ---- | ---------------- | ------------------- | ---------------- |
| 1983 |                  |                     |                  |
| 1984 |                  | 46e                 |                  |
| 1985 |                  | 72e                 |                  |
| 1986 |                  | 10e                 | 14e              |
| 1987 |                  | 73e                 | 8e               |
| 1988 |                  | opgave              |                  |
| 1989 |                  | 47e                 |                  |
| 1990 |                  | opgave              | 43e              |
| 1991 |                  | opgave              |                  |
| 1992 |                  | 67e                 |                  |
| 1993 |                  |                     |                  |

| Jaar | Milaan-San Remo | Gent-Wevelgem | Ronde van Vlaanderen | Parijs-Roubaix | Amstel Gold Race | Luik-Bast.‑Luik | Ronde van Lombardije | Waalse Pijl | Bretagne Classic | Kuurne-Brussel-Kuurne |  | Wereldranglijsten |
| ---- | --------------- | ------------- | -------------------- | -------------- | ---------------- | --------------- | -------------------- | ----------- | ---------------- | --------------------- |  | ----------------- |
| 1983 |                 |               |                      |                |                  |                 | 38e                  |             |                  |                       |  |                   |
| 1984 |                 |               |                      |                |                  | 51e             |                      | 18e         |                  |                       |  |                   |
| 1985 |                 |               |                      |                |                  | 15e             |                      | 5e          |                  |                       |  |                   |
| 1986 | 35e             |               | 9e                   |                |                  | 15e             |                      | 16e         |                  |                       |  | 20e (SPP)         |
| 1987 |                 | 7e            | 39e                  |                |                  | 4e              |                      | 5e          |                  |                       |  | 16e (SPP)         |
| 1988 |                 |               | 84e                  | 43e            |                  | 39e             |                      | 7e          |                  |                       |  |                   |
| 1989 |                 | 79e           |                      |                | 36e              | 74e             | 26e                  | 17e         |                  | 9e                    |  | 28e (UWB)         |
| 1990 |                 |               | 77e                  |                |                  | 13e             | 63e                  | 30e         | 7e               |                       |  |                   |
| 1991 | 44e             | 66e           |                      |                | 99e              | 40e             |                      | 28e         |                  |                       |  |                   |
| 1992 | 169e            |               | 80e                  | 43e            | 47e              |                 |                      |             | 26e              |                       |  |                   |
| 1993 | 81e             | 61e           |                      | 54e            |                  |                 |                      | 16e         |                  |                       |  |                   |